# Ugo Santovito
Ugo Santovito (Manfredonia, 11 marzo 1882 – Merano, 22 gennaio 1943) è stato un generale italiano del Regio Esercito durante la seconda guerra mondiale, ricordato per il suo ruolo in Balcania.

## Biografia
Allievo della Reale Accademia di artiglieria e genio dal 30 ottobre 1899, divenne Sottotenente di Artiglieria il 2 agosto 1902. 
Il 22 agosto 1904 consegue il grado di Tenente ed è assegnato alla Brigata di Artiglieria da costa della Sardegna. Poi, dal 22 agosto 1910, partecipa alla guerra Italo-turca, dove prima nel 9º Reggimento da Fortezza poi nel 36º Reggimento Artiglieria da Campagna, si meriterà una Medaglia d’Argento al valor militare. Rientra in Italia il 17 novembre 1913.
La Grande Guerra
Con lo scoppio della prima guerra mondiale partecipa alle operazioni belliche quale Capitano, prima nel 2º Reggimento Artiglieria  da Montagna poi nel 1º Reggimento Artiglieria da Montagna, gruppo Torino-Susa, e raggiunge la zona dell’Altopiano di Asiago dove si meriterà una medaglia di bronzo al valor militare.
Successivamente il gruppo Torino-Susa viene trasferito sul fronte Dolomitico per essere impiegato nel tratto del Col di Lana e della Val Vanoi. Anche in quest'occasione il Cap. Santovito verrà decorato con la medaglia di bronzo al valor militare. 
Nei primi mesi del 1917 il gruppo Torino-Susa viene trasferito sul fronte dell’Isonzo e Santovito verrà promosso Maggiore il 4 gennaio 1917, e, anche sul nuovo fronte, si meriterà una Croce di Guerra al valor militare.
Dopo Caporetto il Gruppo Torino-Susa si posiziona sul Monte Grappa dove Santovito si meriterà due medaglie d’argento al valor militare.
Tra le due guerre
Terminata la Grande Guerra mondiale, rimane ufficiale di carriera nel Regio Esercito.
Frequenterà dal 15 novembre 1920 al 27 agosto 1922 il corso di Stato Maggiore presso la Scuola di Guerra, al termine verrà assegnato al Comando di Divisione di Cavalleria di Udine dove rimase sino al 30 aprile 1923.
Promosso Colonnello con anzianità 16 maggio 1930 cessa di appartenere al Corpo di SM e dopo un periodo di aspettativa è nominato il 16 settembre 1930 comandante del 2º Reggimento Artiglieria da Montagna dal 1º gennaio 1931 fino al 23 aprile 1934, per poi passare al comando del 2º Reggimento Artiglieria della Tridentina, fino al 20 settembre 1934. 
Sarà poi Capo ufficio presso il Comando Artiglieria del Corpo di Milano e dal maggio 1935 al comando del Corpo di Napoli.
Partirà per l'Eritrea il 7 gennaio 1936 mobilitato per la guerra italo etiopica presso il Comando del IV Corpo d'Armata, quale Capo di SM.
Rientra in Italia il 19 novembre 1936 e venne promosso Generale di Brigata il 1º gennaio 1937 ed assegnato al Corpo d'Armata di Napoli quale comandante dell'Artiglieria sino al 25 maggio quando va a ricoprire lo stesso incarico presso il Corpo d'Armata di Bolzano.
L’anno dopo passerà al comando della 2ª Divisione Alpina Tridentina il 1º settembre 1938 divenendo Generale di Divisione il 19 luglio 1939.
La seconda guerra mondiale
Con lo scoppio della seconda guerra mondiale parte per il fronte francese al comando della Divisione Alpina Tridentina dove si meriterà una medaglia di bronzo tra il 21 ed il 24 giugno 1940.
Il Generale di Divisione Santovito condurrà la sua divisione anche sul fronte Greco Albanese dal 16 novembre 1940 al 23 aprile 1941, rientrando in Italia nel luglio seguente e verrà promosso Generale di Corpo d’Armata il 5 di quel mese. Lascerà definitivamente la Tridentina al Gen. Luigi Reverberi il 3 agosto 1941.
Passerà successivamente al comando del XIX° Corpo a Bolzano, tra il 10 giugno ed il 4 settembre 1942, e del VI Corpo d’armata in Croazia, tra il 23 settembre 1942 al 4 gennaio 1943, dopo brevi periodi al XXVI Corpo (Grecia).
Si spegnerà improvvisamente nell’Ospedale Militare territoriale di riserva a Merano (BZ) per grave forma di setticemia il 22 gennaio 1943, all'età di sessant'anni.
In onore al generale Santovito, il comune di Manfredonia (FG) gli intitolerà una strada della città.